# Svájc az 1896. évi nyári olimpiai játékokon
Svájc a görögországi Athénban megrendezett 1896. évi nyári olimpiai játékok egyik részt vevő nemzete volt. Az országot az olimpián 2 sportágban 3 sportoló képviselte, akik összesen 3 érmet szereztek. Legsikeresebb versenyzőjük Louis Zutter tornász volt, aki megnyerte a lólengést és ezüstérmet szerzett korláton és lóugrásban.

## Eredményesség sportáganként
A svájci csapat egy sportágban összesen 17 olimpiai pontot szerzett. Az egyes sportágak eredményessége, illetve az induló versenyzők száma a következő:
(kiemelve az egyes számoszlopok legmagasabb értéke, vagy értékei)
| Sportág, szakág | Helyezések száma | Helyezések száma | Helyezések száma | Helyezések száma | Helyezések száma | Helyezések száma | Olimpiai pont | Indulók száma | Indulók száma | Indulók száma |
| Sportág, szakág |                  |                  |                  | 4.               | 5.               | 6.               | Olimpiai pont | Férfi         | Nő            | Össz.         |
| Sportlövészet   | 0                | 0                | 0                | 0                | 0                | 0                | 0             | 1             | 0             | 1             |
| Torna           | 1                | 2                | 0                | 0                | 0                | 0                | 17            | 2             | 0             | 2             |
| Összesen        | 1                | 2                | 0                | 0                | 0                | 0                | 17            | 3             | 0             | 3             |

## Érmesek
| Érem  | Versenyző    | Sportág | Versenyszám |
| ----- | ------------ | ------- | ----------- |
| Arany | Louis Zutter | Torna   | Lólengés    |
| Ezüst | Louis Zutter | Torna   | Korlát      |
| Ezüst | Louis Zutter | Torna   | Lóugrás     |

## Sportlövészet
| Versenyző      | Versenyszám | Eredmény | Helyezés |
| -------------- | ----------- | -------- | -------- |
| Albert Baumann | Hadipuska   | 1294     | 8.       |

## Torna
| Versenyző        | Versenyszám | Eredmény   | Helyezés   |
| ---------------- | ----------- | ---------- | ---------- |
| Louis Zutter     | Korlát      | nincs adat |            |
| Louis Zutter     | Lólengés    | nincs adat |            |
| Louis Zutter     | Nyújtó      | nincs adat | nincs adat |
| Louis Zutter     | Ugrás       | nincs adat |            |
| Charles Champaud | Korlát      | nincs adat | nincs adat |
| Charles Champaud | Lólengés    | nincs adat | nincs adat |
| Charles Champaud | Ugrás       | nincs adat | nincs adat |